# Ивоцио (Торино)
Ивоцио је насеље у Италији у округу Торино, региону Пијемонт.
Према процени из 2011. у насељу је живело 96 становника. Насеље се налази на надморској висини од 261 м.